# ガッリエーラ・ヴェーネタ
ガッリエーラ・ヴェーネタ（伊: Galliera Veneta）は、イタリア共和国ヴェネト州パドヴァ県にある、人口約7,100人の基礎自治体（コムーネ）。

## 地理

### 位置・広がり

#### 隣接コムーネ
隣接するコムーネは以下の通り。括弧内のTVはトレヴィーゾ県、VIはヴィチェンツァ県所属を示す。
- チッタデッラ
- ローリア (TV)
- ロッサーノ・ヴェーネト (VI)
- サン・マルティーノ・ディ・ルーパリ
- トンボロ

### 気候分類・地震分類
ガッリエーラ・ヴェーネタにおけるイタリアの気候分類 (it) および度日は、zona E, 2431 GGである。
また、イタリアの地震リスク階級 (it) では、zona 2 (sismicità media) に分類される。

## 姉妹都市
- Carbonne、フランス
- Jelenje、クロアチア